# ایلیچ (ارزنجان)
ایلیچ (به ترکی استانبولی: İliç) یک شهرستان و منطقهٔ مسکونی در ترکیه است که در استان ارزنجان واقع شده‌است. ایلیچ ۱٬۰۰۰ متر بالاتر از سطح دریا واقع شده‌است.